# Max Grießer
Max Grießer (Kufstein, 18 novembre 1928 – Eppstein-Vockenhausen, 12 agosto 2000) è stato un attore e cantante tedesco  di origine austriaca.
Come attore, fu attivo principalmente in campo televisivo e teatrale e complessivamente partecipò, tra cinema e - soprattutto - televisione, ad oltre 120 differenti produzioni, tra l'inizio degli anni sessanta e la fine degli anni novanta. Tra i suoi ruoli principali, figura quello di Bertl Moosgruber nella serie televisiva Polizeiinspektion 1, ruolo interpretato dal 1977 al 1988.
Come cantante, fu interprete di musica popolare e fece anche parte dello Jodlerduo Stadlmayr - Grießer.

## Biografia

### Morte
Sofferente di crisi depressive, Max Grießer si toglie la vita a 71 anni nella notte tra venerdì 11 agosto 2000 e sabato 12 agosto 2000,  durante il ricevimento per la vigilia del matrimonio del nipote, impiccandosi con la cintura dei pantaloni  nella cantina della casa di quest'ultimo,  a Vockenhausen (comune di Eppstein, Assia). La notizia della morte dell'artista viene resa nota soltanto il martedì seguente.
È sepolto nel cimitero di Söll, in Tirolo.

## Filmografia parziale

### Cinema
- Das Säuglingsheim - cortometraggio (1967)
- Der Hirte Manuel - cortometraggio (1970)
- Ninfomania casalinga (1971) - ruolo: Florian
- Divagazioni delle signore in vacanza (1971) - Xaver
- Hauptsache Ferien (1972)
- Mensch, ärgere dich nicht (1972)
- Crazy - total verrückt (1973) (non accreditato)
- Sole, sesso e pastorizia (1973)
- Die weiße Rose (1982)
- Das Nürnberger Bett (1983)

### Televisione
- Das ist die Höhe - film TV (1963)
- Maria Stuart - film TV (1963)
- Der G'wissenswurm - film TV (1963)
- Die Reise nach Steiermark - film TV (1965)
- Die Pfingstorgel - film TV (1965)
- Alarm in den Bergen - serie TV, 1 episodio (1965)
- Das Kriminalmuseum - serie TV, 1 episodio (1965)
- Die fünfte Kolonne - serie TV, 2 episodi (1965-1966)
- Gewagtes Spiel - serie TV, 1 episodio (1966)
- Die seltsamen Methoden des Franz Josef Wanninger - serie TV, 1 episodio (1966)
- Boni - film TV (1966)
- Das Gold von Bayern - film TV (1967)
- Krach um Jolanthe - film TV (1967)
- Der Pfarrer von Gillbach - film TV (1968)
- Der holledauer Schimmel - film TV (1968)
- Ein Dorf ohne Männer - film TV (1969)
- Witwen - film TV (1969)
- Königlich Bayerisches Amtsgericht - serie TV, 15 episodi (1969-1971)
- Toni und Veronika - serie TV, 1 episodio (1971)
- Merkwürdige Geschichten - serie TV, 1 episodio (1971)
- Der Kommissar - serie TV, 1 episodio (1971)
- Viel Getu' um nichts - film TV (1971)
- Birnbaum und Hollerstauden - film TV (1971)
- Karl Valentins Lachparade - serie TV (1972)
- Ferdy und Ferdinand - film TV (1972)
- Josef Filser - Ein lustiges Spiel mit Ludwig Thoma und seinen Gestalten - film TV (1972)
- Okay S.I.R. - serie TV, 1 episodio (1973)
- Tatort - serie TV, 1 episodio (1974) - Mandi Karpf
- Münchner Geschichten - serie TV, 1 episodio (1974)
- Mordkommission - serie TV, 1 episodio (1974)
- Der Kommissar - serie TV, 1 episodio (1974)
- Thomas auf der Himmelsleiter - film TV (1975)
- Kennwort: Fasanenjagd München 1945 - film TV (1975)
- Des Christoffel von Grimmelshausen abenteuerlicher Simplicissimus - miniserie TV, 1 episodio (1975)
- Herz am Spieß - film TV (1976)
- L'ispettore Derrick - serie TV, ep. 03x14, regia di Dietrich Haugk - ruolo: poliziotto
- Il commissario Köster - serie TV, 1 episodio (1977) - poliziotto
- Drei sind einer zuviel - serie TV, 4 episodi (1977)
- Die Widerspenstigen - film TV (1977)
- L'ispettore Derrick - serie TV, ep. 04x01, regia di Zbyněk Brynych - portiere
- L'ispettore Derrick - serie TV, ep. 04x10, regia di Helmuth Ashley - Lohmann
- Polizeiinspektion 1 - serie TV, 111 episodi (1977-1988) - Bertl Moosgruber
- Die unsterblichen Methoden des Franz Josef Wanninger - serie TV, 1 episodio (1978)
- Der Anwalt - serie TV, 1 episodio (1978)
- Il commissario Köster - serie TV, 1 episodio (1979) - Joseph Grießer
- Die Protokolle des Herrn M - serie TV, 1 episodio (1979)
- Il commissario Köster - serie TV, 1 episodio (1979) - amministratore
- Achtung Kunstdiebe - serie TV, 2 episodi (1979)
- Der Geisterbräu - film TV (1979)
- Il commissario Köster - serie TV, 1 episodio (1980) - tassista
- Die Undankbare - film TV (1980)
- L'ispettore Derrick - serie TV, ep. 08x01, regia di Helmuth Ashley - Rudolf Tibold
- Tatort - serie TV, 1 episodio (1981)
- ... und die Tuba bläst der Huber - serie TV (1981)
- Der Gerichtsvollzieher - serie TV (1981)
- Spätlese oder Auch der Herbst hat schöne Tage - film TV (1981)
- Das kann ja heiter werden - serie TV, 1 episodio (1982)
- Liebe und Blechschaden - film TV (1984)
- Weißblaue Geschichten - serie TV (1984)
- Tatort - serie TV, 1 episodio (1985)
- Paraplü und Perpendikel - film TV (1985)
- Einfaches Leben - film TV (1988)
- Die Wicherts von nebenan - serie TV, 1 episodio (1989)
- Zwei Münchner in Hamburg - serie TV, 1 episodio (1989)
- Jede Menge Schmidt - film TV (1989)
- La signora col taxi - serie TV, 1 episodio (1989)
- Sturm im Wasserglas - film TV (1989)
- Der brave Sünder - film TV (1989)
- Pension Corona - serie TV (1990)
- Ein Schloß am Wörthersee - serie TV (1990-1991) - sindaco
- Wie bitte?! - serie TV (1992)
- Die Zwillingsschwestern aus Tirol - film TV (1992)
- Auf dem Nockherberg - serie TV (1992-1996) - Fra' Barnabas
- Café Meineid - serie TV, 1 episodio (1993)
- Almenrausch und Pulverschnee - miniserie TV (1993)
- Russige Zeiten - serie TV, 1 episodio (1993)
- La casa del guardaboschi - serie TV, 1 episodio  (1993)
- Mein Freund, der Lipizzaner - film TV (1993)
- Der Nelkenkönig - serie TV (1994)
- Robert darf nicht sterben - film TV (1994) - commissario
- Tohuwabohu - serie TV, 25 episodi (1996-1998)
- Der Zigeunersimmerl - film TV (1998)

## Discografia parziale

### Album
- Ein Volkssänger mit Herz und Humor (1996)
- Die größten Erfolge (2000)

### Singoli
- Der Bauerntango (con Christa Berndl)

## Premi & riconoscimenti
- 1995: Bayerischer Fernsehpreis per Wie bitte?![6]